# China op de Olympische Zomerspelen 1988
China nam deel aan de Olympische Zomerspelen 1988 in Seoel, Zuid-Korea. Het was de derde deelname. Er namen 273 sporters (149 mannen en 124 vrouwen) deel in 24 olympische sportdisciplines. Er werden er 28 medailles gewonnen, waaronder 5 gouden.

## Medailleoverzicht
| Sport          | Olympiër(s) | Onderdeel             | Medaille |
| -------------- | --- | --------------------- | -------- |
| Gymnastiek     | Lou Yun | sprong (m)            | Goud     |
| Schoonspringen | Gao Min | 3m plank (v)          | Goud     |
| Schoonspringen | Xu Yanmei | 10m toren (v)         | Goud     |
| Tafeltennis    | Chen Longcan Wei Jingguang | dubbelspel (m)        | Goud     |
| Tafeltennis    | Chen Jing | enkelspel (v)         | Goud     |
| Gewichtheffen  | He Yingqiang | -56kg (m)             | Zilver   |
| Roeien         | Hu Yadong Li Ronghua Zhang Xianghua Zhou Shouying Yang Xiao                                                                       | vier-met (v)          | Zilver   |
| Schietsport    | Huang Shiping | 50m bewegend doel (m) | Zilver   |
| Schoonspringen | Tan Liangde | 3m plank (m)          | Zilver   |
| Schoonspringen | Xiong Ni | 3m plank (v           | Zilver   |
| Schoonspringen | Li Qing | 3m plank (v)          | Zilver   |
| Tafeltennis    | CLi Huifen | enkelspel (v)         | Zilver   |
| Tafeltennis    | Jiao Zhimin and Chen Jing | dubbelspel (v)        | Zilver   |
| Zwemmen        | Yang Wenyi | 50m vrije slag (v)    | Zilver   |
| Zwemmen        | Zhuang Yong | 100m vrije slag (v)   | Zilver   |
| Zwemmen        | Huang Xiaomin | 200m schoolslag (v)   | Zilver   |
| Atletiek       | Li Meisu | kogelstoten (v)       | Brons    |
| Gewichtheffen  | He Zhuoqiang | -52kg (m)             | Brons    |
| Gewichtheffen  | Liu Shoubin | -56kg (m)             | Brons    |
| Gewichtheffen  | Ye Huanming | -60kg (m)             | Brons    |
| Gewichtheffen  | Li Jinhe | -67,5kg (m)           | Brons    |
| Gymnastiek     | Lou Yun | vloer (m)             | Brons    |
| Roeien         | Zhang Xianghua Hu Yadong Zhou Shouying Zhou Xiuhua Zhang Yali He Yanwen Han Yaqin Li Ronghua Yang Xiao                            | acht (v)              | Brons    |
| Schietsport    | Xu Haifeng | 10m luchtpistool (m)  | Brons    |
| Schoonspringen | Li Deliang | 3m plank (m)          | Brons    |
| Tafeltennis    | Jiao Zhimin | enkelspel (v)         | Brons    |
| Volleybal      | Li Guojun Zhao Hong Hou Yuzhu Wang Yajun Yang Xilan Su Huijuan Jiang Ying Cui Yongmei Yang Xiaojun Zheng Meizhu Wu Dan Li Yueming | zaal (v)              | Brons    |
| Zwemmen        | Qian Hong | 100m vlinderslag (v)  | Brons    |

## Deelnemers en resultaten

### Atletiek
| Olympiër                                             | Onderdeel              | Resultaat | Prestatie |
| ---------------------------------------------------- | ---------------------- | --------- | --- |
| Cai Jianming                                         | 100m (m)               | 46e       | serie 7: 2de in 10,55 kwartfinale 6: 8ste in 10,76 |
| Li Tao                                               | 100m (m)               | 47e       | serie 5: 4de in 10,47 kwartfinale 1: 6de in 10,53 |
| Zheng Chen                                           | 100m (m)               | 43e       | serie 4: 4de in 10,51 kwartfinale 2: 7de in 10,62 |
| Li Feng                                              | 200m (m)               | 34e       | serie 8: 5de in 10,33 kwartfinale 4: 7de in 21,38 |
| Duan Xiuquan                                         | 800m (m)               | 53e       | serie 7: 6de in 1.52,17 |
| Duan Xiuquan                                         | 1500m (m)              | 34e       | serie 2: 9de in 3.44,88 |
| Yang Guang                                           | 110m horden (m)        | 25e       | serie 3: 3de in 14,01 kwartfinale 4: 7de in 14,24 |
| Yu Zhicheng                                          | 110m horden (m)        | 13e       | serie 1: 2de in 14,07 kwartfinale 2: 4de in 13,95 halve finale 2: 6de in 13,94 |
| Cai Jianming Li Feng Li Tao Zheng Chen               | 4x100m (m)             | 34e       | serie 2: 4de in 39,67 halve finale 2: niet gefinisht |
| Cai Shangyan                                         | marathon (m)           | 26e       | 2:17.54 |
| Zhang Guowei                                         | marathon (m)           | 38e       | 2:22.49 |
| Li Baojin                                            | 20km snelwandelen (m)  | 41e       | 1:27.57 |
| Li Baojin                                            | 50km snelwandelen (m)  | 29e       | 4:00.07 |
| Chen Zunrong                                         | verspringen (m)        | 18e       | kwalificatie groep B: 10de met 7,66m |
| Pang Yan                                             | verspringen (m)        | 9e        | kwalificatie groep B: 6de met 7,79m finale: 9de met 7,86m |
| Chen Zunrong                                         | hink-stap-springen (m) | 14e       | kwalificatie groep B: 7de met 16,25m |
| Zhu Jianhua                                          | hoogspringen (m)       | 23e       | kwalificatie groep B: 12de met 2,19m |
| Ma Yongfeng                                          | kogelstoten (m)        | 17e       | kwalificatie groep A: 8ste met 18,27m |
| Gong Guohua                                          | tienkamp (m)           | 31e       | 100m: 28ste in 11,43 (767 punten) verspringen: 36ste met 6,22m (635 punten) kogelstoten: 20ste met 13,98m (727 punten) hoogspringen: 30ste met 1,91m (723 punten) 400m: 33ste in 51,25 (758 punten) 110m horden: 31ste in 15,88 (746 punten) discuswerpen: 6de met 46,18m (791 punten) polsstokhoogspringen: 22ste met 4,60m (790 punten) speerwerpen: 18de met 57,84m (705 punten) 1500m: 30ste in 4.54,99 (589 punten) totaal: 7231 punten |
|                                                      |                        |           | |
| Liu Shaomei                                          | 100m (v)               | 34e       | serie 6: 5de in 11,66 |
| Tian Yumei                                           | 100m (v)               | 27e       | serie 1: 4de in 11,56 kwartfinale 1: 7de in 11,55 |
| Zhang Caihua                                         | 100m (v)               | 39e       | serie 7: 5de in 11,84 |
| Xie Zhiling                                          | 200m (v)               | 35e       | serie 8: 4de in 24,01 |
| Zhang Xiaoqiong                                      | 200m (v)               | 37e       | serie 5: 5de in 24,08 |
| Sun Sumei                                            | 400m (v)               | 27e       | serie 3: 5de in 53,46 kwartfinale 2: 7de in 53,58 |
| Chen Qingmei                                         | 3000m (v)              | 17e       | serie 2: 11de in 8.51,53 |
| Wang Xiuting                                         | 3000m (v)              | 19e       | serie 1: 7de in 8.54,19 |
| Wang Qinghuan                                        | 10000m (v)             | 18e       | serie 1: 8ste in 32.04,52 finale: 18de in 32.49,86 |
| Wang Xiuting                                         | 10000m (v)             | 7e        | serie 2: 3de in 32.13,00 finale: 7de in 31.40,23 |
| Xie Lihua                                            | 10000m (v)             | 39e       | serie 1: 17de in 33.28,13 |
| Du Juan                                              | 100m horden (v)        | 19e       | serie 5: 3de in 13,51 kwartfinale 2: 7de in 13,58 |
| Liu Huajin                                           | 100m horden (v)        | 21e       | serie 4: 2de in 13,02 kwartfinale 3: 6de in 14,37 |
| Liu Shaomei Xie Zhiling Zhang Caihua Zhang Xiaoqiong | 4x100m (v)             | 14e       | serie 2: 4de in 44,29 halve finale 2: 7de in 44,36 |
| Li Juan                                              | marathon (v)           | 54e       | 2:53.08 |
| Zhao Youfeng                                         | marathon (v)           | 5e        | 2:27.06 |
| Zhong Huandi                                         | marathon (v)           | 30e       | 2:36.02 |
| Liao Wenfen                                          | verspringen (v)        | 14e       | kwalificatie groep B: 7de met 6,44m |
| Liu Shuzhen                                          | verspringen (v)        | 11e       | kwalificatie groep A: 7de met 6,48m finale: 11de met 6,40m |
| Xiong Qiying                                         | verspringen (v)        | 9e        | kwalificatie groep B: 5de met 6,61m finale: 9de met 6,50m |
| Liao Wenfen                                          | hoogspringen (v)       | 15e       | kwalificatie groep A: 8ste met 1,90m |
| Cong Yuzhen                                          | kogelstoten (v)        | 9e        | kwalificatie groep A: 6de met 19,56m finale: 9de met 19,69m |
| Huang Zhihong                                        | kogelstoten (v)        | 8e        | kwalificatie groep B: 3de met 19,71m finale: 8ste met 19,82m |
| Li Meisu                                             | kogelstoten (v)        | Brons     | kwalificatie groep A: 2de met 20,30m finale: 3de met 21,06m |
| Hou Xuemei                                           | discuswerpen (v)       | 8e        | kwalificatie groep B: 6de met 62,64m finale: 8ste met 65,94m |
| Xing Ailan                                           | discuswerpen (v)       | 14e       | kwalificatie groep B: 8ste met 59,26m |
| Yu Hourun                                            | discuswerpen (v)       | 9e        | kwalificatie groep A: 5de met 62,86m finale: 9de met 64,08m |
| Li Baolian                                           | speerwerpen (v)        | 17e       | kwalificatie groep B: 9de met 58,92m |
| Zhou Yuanxiang                                       | speerwerpen (v)        | 22e       | kwalificatie groep A: 12de met 56,36m |
| Dong Yuping                                          | zevenkamp (v)          | 16e       | 100m horden: 19de in 13,93 (988 punten) hoogspringen: 1ste met 1,86m (1054 punten) kogelstoten: 6de met 14,21m (808 punten) 200m: 17de in 25,00 (867 punten) verspringen: 5de met 6,40m (975 punten) speerwerpen: 19de met 38,60m (640 punten) 800m: 24ste in 2.26,67 (735 punten) totaal: 6087 punten |

### Basketbal

#### Mannen
| Olympiër | Onderdeel | Resultaat | Prestatie |
| --- | --------- | --------- | --- |
| Gong Luiming Huang Yunlong Li Yaguang Sha Gouli Song Ligang Sun Fengwu Wang Fei Wang Libin Xu Xiaoliang Zhang Bin Zhang Xuelei Zhang Yongjun | mannen    | 11e       | groep B: 5de W van Egypte: 98-84 V van Brazilië: 108-130 V van Spanje: 74-106 V van Verenigde Staten: 57-108 V van China: 96-99 9-12de plek: V van Zuid-Korea: 90-93 11-12de plek: W van Egypte: 97-75 |

| Groep B |                  |             |             |             |        |        |        |        |
| #       | Land             | Wedstrijden | Wedstrijden | Wedstrijden | Punten | Punten | Punten | Punten |
| #       | Land             | G           | W           | V           | V      | T      | Saldo  | Punten |
| 1       | Verenigde Staten | 5           | 5           | 0           | 485    | 302    | +183   | 10     |
| 2       | Spanje           | 5           | 4           | 1           | 484    | 435    | +49    | 9      |
| 3       | Brazilië         | 5           | 3           | 2           | 590    | 522    | +68    | 8      |
| 4       | Canada           | 5           | 2           | 3           | 479    | 455    | +24    | 7      |
| 5       | China            | 5           | 1           | 4           | 433    | 527    | -94    | 6      |
| 6       | Egypte           | 5           | 0           | 5           | 338    | 568    | -230   | 5      |

| Ronde        | Datum | Plaats   | Land    | Score            | Land |
| ------------ | ----- | -------- | ------- | ---------------- | ---- |
| Groepsfase   |       |          |         |                  |      |
| 17 september | Seoel | China    | 98-84   | Egypte           |      |
| 20 september | Seoel | Brazilië | 130-108 | China            |      |
| 21 september | Seoel | China    | 74-106  | Spanje           |      |
| 23 september | Seoel | China    | 57-108  | Verenigde Staten |      |
| 23 september | Seoel | Canada   | 99-96   | China            |      |
| 9-12de plek  |       |          |         |                  |      |
| 26 september | Seoel | China    | 90-93   | Zuid-Korea       |      |
| 11-12de plek |       |          |         |                  |      |
| 29 september | Seoel | China    | 97-75   | Egypte           |      |

#### Vrouwen
| Olympiër | Onderdeel | Resultaat | Prestatie |
| --- | --------- | --------- | --- |
| Cong Xuedi Han Qingling Li Xiaoqin Ling Guang Liu Qing Peng Ping Xu Xiangmei Xue Cuilan Zhao Wei Zheng Haixia | vrouwen   | 6e        | groep B: 3de V van Joegoslavië: 53-56 W van Tsjecho-Slowakije: 68-64 V van Verenigde Staten: 79-94 5-8ste plek: W van Zuid-Korea: 97-95 5-6de plek: V van Bulgarije: 74-102 |

| Groep B |                   |             |             |             |        |        |        |        |
| #       | Land              | Wedstrijden | Wedstrijden | Wedstrijden | Punten | Punten | Punten | Punten |
| #       | Land              | G           | W           | V           | V      | T      | Saldo  | Punten |
| 1       | Verenigde Staten  | 3           | 3           | 0           | 282    | 234    | +49    | 6      |
| 2       | Joegoslavië       | 3           | 2           | 1           | 199    | 211    | -12    | 5      |
| 3       | China             | 3           | 1           | 2           | 200    | 214    | -14    | 4      |
| 4       | Tsjecho-Slowakije | 3           | 0           | 3           | 202    | 224    | -22    | 3      |

| Ronde        | Datum | Plaats    | Land   | Score             | Land |
| ------------ | ----- | --------- | ------ | ----------------- | ---- |
| Groepsfase   |       |           |        |                   |      |
| 19 september | Seoel | China     | 53-56  | Joegoslavië       |      |
| 22 september | Seoel | China     | 68-64  | Tsjecho-Slowakije |      |
| 25 september | Seoel | China     | 79-94  | Verenigde Staten  |      |
| 5-8ste plek  |       |           |        |                   |      |
| 27 september | Seoel | China     | 97-95  | Zuid-Korea        |      |
| 5-6de plek   |       |           |        |                   |      |
| 29 september | Seoel | Bulgarije | 102-74 | China             |      |

### Boksen
| Olympiër     | Onderdeel | Resultaat | Prestatie |
| ------------ | --------- | --------- | --- |
| Dong Liu     | -57kg (m) | 5e        | 1ste ronde: W van IND Francis: 3-2 2de ronde: W van GAB Bouemba: 5-0 kwartfinale: V van MAR Achik: knock-out |
| Weiping Wang | -60kg (m) | 17e       | 1ste ronde: V van GDR Tews: 0-5                                                                              |

### Boogschieten
| Olympiër                             | Onderdeel       | Resultaat | Prestatie |
| ------------------------------------ | --------------- | --------- | --- |
| Guang Ri                             | individueel (m) | 55e       | plaatsingsronde: 55ste met 1204 punten                                                                                                  |
| Qiuzhong Liang                       | individueel (m) | 47e       | plaatsingsronde: 47ste met 1220 punten                                                                                                  |
| Qoiying Doje                         | individueel (m) | 46e       | plaatsingsronde: 46ste met 1220 punten                                                                                                  |
| Guang Ri Qiuzhong Liang Qoiying Doje | team (m)        | 19e       | plaatsingsronde: 19de met 3644 punten                                                                                                   |
|                                      |                 |           | |
| Shaorong Ma                          | individueel (v) | 22e       | plaatsingsronde: 22ste met 1233 punten 2de ronde: 22ste met 298 punten                                                                  |
| Xiangjun Ma                          | individueel (v) | 11e       | plaatsingsronde: 21ste met 1233 punten 2de ronde: 4de met 322 punten kwartfinale: 10de met 318 punten halve finale: 11de met 309 punten |
| Yawen Yao                            | individueel (v) | 35e       | plaatsingsronde: 35ste met 1217 punten                                                                                                  |
| Shaorong Ma Xiangjun Ma Yawen Yao    | team (v)        | 9e        | plaatsingsronde: 8ste met 3683 punten halve finale: 9de met 948 punten                                                                  |

### Gewichtheffen
| Olympiër      | Onderdeel   | Resultaat | Prestatie                                                       |
| ------------- | ----------- | --------- | --------------------------------------------------------------- |
| He Zhuoqiang  | -52kg (m)   | Brons     | trekken: 3de met 112,5kg stoten: 3de met 145kg totaal: 257,5kg  |
| Zhang Shoulie | -52kg (m)   | 4e        | trekken: 2de met 115kg stoten: 4de met 142,5kg totaal: 257,5kg  |
| He Yingqiang  | -56kg (m)   | Zilver    | trekken: 3de met 125kg stoten: 2de met 162,5kg totaal: 287,5kg  |
| Liu Shoubin   | -56kg (m)   | Brons     | trekken: 1ste met 127,5kg stoten: 6de met 140kg totaal: 267,5kg |
| Wang Caixi    | -60kg (m)   | DNF       | trekken: 5de met 125kg stoten: geen geldige poging              |
| Ye Huanming   | -60kg (m)   | Brons     | trekken: 3de met 127,5kg stoten: 3de met 160kg totaal: 287,5kg  |
| Li Jinhe      | -67,5kg (m) | Brons     | trekken: 3de met 147,5kg stoten: 3de met 177,5kg totaal: 325kg  |
| Xiao Minglin  | -67,5kg (m) | 6e        | trekken: 9de met 132,5kg stoten: 4de met 172,5kg totaal: 305kg  |
| Cai Yanshu    | -75kg (m)   | 4e        | trekken: 3de met 157,5kg stoten: 5de met 190kg totaal: 347,5kg  |
| Ma Wenzhu     | -75kg (m)   | DNF       | trekken: 8ste met 150kg stoten: geen geldige poging             |

### Gymnastiek
| Olympiër                                                            | Onderdeel                | Resultaat | Prestatie |
| Ritmisch                                                            | Ritmisch                 | Ritmisch  | Ritmisch |
| ------------------------------------------------------------------- | ------------------------ | --------- | --- |
| He Xiaomin                                                          | individueel (v)          | 16e       | kwalificatie: 17de hoepel: 9de met 9,60 punten touw: 23ste met 9,50 punten knotsen: 11de met 9,70 punten touw: 9de met 9,70 punten totaal: 38,50 punten finale: hoepel: 15de met 9,65 punten touw: 16de met 9,70 punten knotsen: 15de met 9,70 punten touw: 14de met 9,70 punten totaal: 58,00 punten |
| Pang Qiong                                                          | individueel (v)          | 11e       | kwalificatie: 14de hoepel: 18de met 9,55 punten touw: 17de met 9,65 punten knotsen: 11de met 9,70 punten touw: 9de met 9,70 punten totaal: 38,60 punten finale: hoepel: 6de met 9,70 punten touw: 14de met 9,75 punten knotsen: 13de met 9,75 punten touw: 7de met 9,80 punten totaal: 58,30 punten |
| Turnen                                                              |                          |           | |
| Wang Chongsheng                                                     | rekstok (m)              | 5e        | kwalificatie: 3de met 19,75 punten finale: 5de met 19,775 punten |
| Xu Zhiqiang                                                         | rekstok (m)              | 6e        | kwalificatie: 10de met 19,80 punten finale: 6de met 19,700 punten |
| Lou Yun                                                             | ringen (m)               | 6e        | kwalificatie: 9de met 19,70 punten finale: 6de met 19,800 punten |
| Lou Yun                                                             | sprong (m)               | Goud      | kwalificatie: 1ste met 19,85 punten finale: 1ste met 19,875 punten |
| Li Ning                                                             | vloer (m)                | 5e        | kwalificatie: 4de met 19,85 punten finale: 5de met 19,800 punten |
| Lou Yun                                                             | vloer (m)                | Brons     | kwalificatie: 1ste met 19,90 punten finale: 3de met 19,850 punten |
| Guo Linxian                                                         | meerkamp individueel (m) | 45e       | kwalificatie: vloer: 45ste met 19,30 punten sprong: 26ste met 19,35 punten brug: 18de met 19,60 punten rekstok: 70ste met 18,75 punten ringen: 26ste met 19,50 punten paard met bogen: 66ste met 18,85 punten totaal: 115,35 punten |
| Li Chunyang                                                         | meerkamp individueel (m) | 32e       | kwalificatie: vloer: 42ste met 19,35 punten sprong: 50ste met 19,10 punten brug: 35ste met 19,45 punten rekstok: 31ste met 19,35 punten ringen: 26ste met 19,50 punten paard met bogen: 30ste met 19,40 punten totaal: 116,15 punten |
| Li Ning                                                             | meerkamp individueel (m) | 50e       | kwalificatie: vloer: 4de met 19,85 punten sprong: 86ste met 18,40 punten brug: 84ste met 18,60 punten rekstok: 12de met 19,60 punten ringen: 39ste met 19,35 punten paard met bogen: 43ste met 19,15 punten totaal: 114,95 punten |
| Lou Yun                                                             | meerkamp individueel (m) | 12e       | kwalificatie: 16de vloer: 1ste met 19,90 punten sprong: 1ste met 19,85 punten brug: 59ste met 19,25 punten rekstok: 31ste met 19,35 punten ringen: 9de met 19,70 punten paard met bogen: 51ste met 19,05 punten totaal: 117,10 punten finale: vloer: 2de met 9,90 punten sprong: 7de met 9,90 punten brug: 5de met 9,90 punten rekstok: 18de met 9,70 punten ringen: 3de met 9,90 punten paard met bogen: 23ste met 9,75 punten totaal: 117,60 punten  |
| Wang Chongsheng                                                     | meerkamp individueel (m) | 6e        | kwalificatie: 15de vloer: 25ste met 19,50 punten sprong: 15de met 19,50 punten brug: 50ste met 19,30 punten rekstok: 3de met 19,75 punten ringen: 21ste met 19,55 punten paard met bogen: 15de met 19,60 punten totaal: 117,20 punten finale: vloer: 21ste met 9,75 punten sprong: 7de met 9,90 punten brug: 13de met 9,85 punten rekstok: 3de met 9,90 punten ringen: 11de met 9,85 punten paard met bogen: 5de met 9,90 punten totaal: 117,75 punten |
| Xu Zhiqiang                                                         | meerkamp individueel (m) | 15e       | kwalificatie: 17de vloer: 19de met 19,55 punten sprong: 15de met 19,50 punten brug: 25ste met 19,55 punten rekstok: 4de met 19,70 punten ringen: 9de met 19,70 punten paard met bogen: 56ste met 19,00 punten totaal: 117,00 punten finale: vloer: 2de met 9,90 punten sprong: 20ste met 9,85 punten brug: 5de met 9,90 punten rekstok: 10de met 9,80 punten ringen: 3de met 9,90 punten paard met bogen: 31ste met 9,45 punten totaal: 117,30 punten  |
| Guo Linxian Li Chunyang Li Ning Lou Yun Wang Chongsheng Xu Zhiqiang | meerkamp team (m)        | 4e        | vloer: 2de met 98,30 punten sprong: 3de met 97,30 punten brug: 8ste met 97,15 punten rekstok: 3de met 97,75 punten ringen: 4de met 98,10 punten paard met bogen: 8te met 96,65 punten totaal: 585,25 punten |
|                                                                     |                          |           | |
| Wang Xiaoyan                                                        | sprong (v)               | Goud      | kwalificatie: 10de met 19,675 punten finale: 7de met 19,730 punten |
| Chen Cuiting                                                        | meerkamp individueel (v) | 14e       | kwalificatie: 18de vloer: 10de met 19,725 punten sprong: 32ste met 19,425 punten brug: 34ste met 19,425 punten balk: 27ste met 19,300 punten totaal: 77,875 punten finale: vloer: 5de met 9,900 punten sprong: 7de met 9,825 punten brug: 23ste met 9,775 punten balk: 18de met 9,700 punten totaal: 78,137 punten |
| Fan Di                                                              | meerkamp individueel (v) | 20e       | kwalificatie: 28ste vloer: 39ste met 19,350 punten sprong: 47ste met 19,225 punten brug: 14de met 19,650 punten balk: 30ste met 19,250 punten totaal: 77,475 punten finale: vloer: 30ste met 9,600 punten sprong: 31ste met 9,675 punten brug: 4de met 9,900 punten balk: 12de met 9,725 punten totaal: 77,637 punten |
| Ma Ying                                                             | meerkamp individueel (v) | 41e       | kwalificatie: vloer: 47ste met 19,225 punten sprong: 33ste met 19,400 punten brug: 44ste met 19,325 punten balk: 47ste met 19,025 punten totaal: 77,025 punten |
| Wang Huiying                                                        | meerkamp individueel (v) | 34e       | kwalificatie: vloer: 23ste met 19,550 punten sprong: 27ste met 19,450 punten brug: 75ste met 18,800 punten balk: 14de met 19,550 punten totaal: 77,350 punten |
| Wang Wenjing                                                        | meerkamp individueel (v) | 32e       | kwalificatie: 28ste vloer: 36ste met 19,375 punten sprong: 10de met 19,675 punten brug: 18de met 19,575 punten balk: 23ste met 19,400 punten totaal: 77,400 punten finale: vloer: 32ste met 9,575 punten sprong: 34ste met 9,525 punten brug: 35ste met 9,225 punten balk: 20ste met 9,67 punten totaal: 76,700 punten |
| Wang Xiaoyan                                                        | meerkamp individueel (v) | 44e       | kwalificatie: vloer: 36ste met 19,375 punten sprong: 10de met 19,675 punten brug: 70ste met 18,900 punten balk: 55ste met 18,975 punten totaal: 76,925 punten |
| Chen Cuiting Fan Di Ma Ying Wang Huiying Wang Wenjing Wang Xiaoyan  | meerkamp team (v)        | 6e        | vloer: 6de met 97,375 punten sprong: 6de met 97,175 punten brug: 6de met 97,275 punten balk: 6de met 96,575 totaal: 388,40 punten |

### Handbal
| Olympiër | Onderdeel | Resultaat | Prestatie |
| --- | --------- | --------- | --- |
| Chen Zhen Dai Jianfen He Jianping Li Jie Li Lirong Lu Guanghong Sun Xiulan Wang Mingxing Wang Tao Xue Jinhua Zhang Hong Zhang Weihong | vrouwen   | 6e        | groep B: 3de V van Sovjet-Unie: 19-24 V van Noorwegen: 20-22 W van Ivoorkust: 37-12 5-8ste plek: 2de W van Verenigde Staten: 31-22 V van Tsjecho-Slowakije: 21-26 |

| Groep B |             |             |             |             |             |            |            |            |        |
| #       | Land        | Wedstrijden | Wedstrijden | Wedstrijden | Wedstrijden | Doelpunten | Doelpunten | Doelpunten | Punten |
| #       | Land        | G           | W           | G           | V           | V          | T          | Saldo      | Punten |
| 1       | Sovjet-Unie | 3           | 2           | 1           | 0           | 75         | 49         | +26        | 5      |
| 2       | Noorwegen   | 3           | 2           | 1           | 0           | 75         | 53         | +22        | 5      |
| 3       | China       | 3           | 1           | 0           | 2           | 76         | 58         | +18        | 2      |
| 4       | Ivoorkust   | 3           | 0           | 0           | 3           | 37         | 103        | -66        | 0      |

| Ronde        | Datum | Plaats      | Land  | Score     | Land |
| ------------ | ----- | ----------- | ----- | --------- | ---- |
| Groepsfase   |       |             |       |           |      |
| 21 september | Seoel | Sovjet-Unie | 24-19 | China     |      |
| 23 september | Seoel | Noorwegen   | 22-20 | China     |      |
| 25 september | Seoel | China       | 37-12 | Ivoorkust |      |

| 5-8ste plek |                   |             |             |             |             |            |            |            |        |
| #           | Land              | Wedstrijden | Wedstrijden | Wedstrijden | Wedstrijden | Doelpunten | Doelpunten | Doelpunten | Punten |
| #           | Land              | G           | W           | G           | V           | V          | T          | Saldo      | Punten |
| 1           | Tsjecho-Slowakije | 3           | 3           | 0           | 0           | 93         | 52         | +41        | 6      |
| 2           | China             | 3           | 2           | 0           | 1           | 89         | 60         | +29        | 4      |
| 3           | Verenigde Staten  | 3           | 1           | 0           | 2           | 68         | 80         | -12        | 2      |
| 4           | Ivoorkust         | 3           | 0           | 0           | 3           | 40         | 98         | -58        | 0      |

| Ronde        | Datum | Plaats | Land  | Score             | Land |
| ------------ | ----- | ------ | ----- | ----------------- | ---- |
| Groepsfase   |       |        |       |                   |      |
| 27 september | Seoel | China  | 31-22 | Verenigde Staten  |      |
| 29 september | Seoel | China  | 21-26 | Tsjecho-Slowakije |      |

### Judo
| Olympiër       | Onderdeel | Resultaat | Prestatie |
| -------------- | --------- | --------- | --------- |
| Zhang Guojun   | -60kg (v) | 12e       |           |
| Xiong Fengshan | -71kg (v) | 19e       |           |
| Liu Junlin     | -86kg (v) | 11e       |           |
| Liu Anpai      | -95kg (v) | 18e       |           |
| Xu Guoqing     | +95kg (v) | 19e       |           |

### Kanovaren
| Olympiër            | Onderdeel     | Resultaat | Prestatie                                                                            |
| ------------------- | ------------- | --------- | ------------------------------------------------------------------------------------ |
| Daen Guo Hua Ke     | C-2 500m (m)  | 16e       | serie 1: 4de in 1.56,02 herkansingen: 4de in 1.53,69                                 |
| Daen Guo Hua Ke     | C-2 1000m (m) | 14e       | serie 3: 6de in 4.15,50 herkansingen: 1ste in 4.06,60 halve finale 1: 4de in 4.06,49 |
| Fullian Ma Bing Xue | K-2 500m (m)  | 17e       | serie 1: 7de in 1.41,10 herkansingen: 5de in 1.43,17                                 |
| Fullian Ma Bing Xue | K-2 1000m (m) | 14e       | serie 3: 4de in 3.31,24 herkansingen: 3de in 3.39,56 halve finale 3: 5de in 3.42,91  |

### Moderne vijfkamp
| Olympiër  | Onderdeel | Resultaat | Prestatie |
| --------- | --------- | --------- | --- |
| Zhang Bin | mannen    | 58e       | paardensport: 55ste in 3.19,71 (706 punten) schermen: 30ste met 31 overwinningen (762 punten) zwemmen: 59ste in 3.44,14 (1080 punten) schietsport: 34ste met 189 punten (890 punten) atletiek: 62ste in 16.14,29 (643 punten) totaal: 4081 punten |

### Roeien
| Olympiër                                                                                               | Onderdeel       | Resultaat | Prestatie                                                                    |
| --- | --------------- | --------- | ---------------------------------------------------------------------------- |
| Cao Mianying Guo Mei                                                                                   | dubbel-twee (v) | 5e        | serie 1: 3de in 7.29,20 herkansingen: 2de in 7.32,39 finale: 5de in 7.18,69  |
| Hu Yadong Li Ronghua Zhang Xianghua Zhou Shouying Yang Xiao                                            | vier-met (v)    | Zilver    | serie 1: 3de in 7.17,15 herkansingen: 1ste in 7.23,80 finale: 2de in 6.58,78 |
| Zhang Xianghua Hu Yadong Zhou Shouying Zhou Xiuhua Zhang Yali He Yanwen Han Yaqin Li Ronghua Yang Xiao | acht (v)        | Brons     | serie 2: 2de in 6.23,33 herkansingen: 3de finale: 3de in 6.21,83             |

### Schermen
| Olympiër                                                 | Onderdeel       | Resultaat | Prestatie |
| -------------------------------------------------------- | --------------- | --------- | --- |
| Du Zhencheng                                             | degen (m)       | 32e       | 1ste ronde groep 8: 4de met 1 overwinning kwartfinale 5: 4de met 1 overwinning halve finale 5: 4de met 2 overwinningen                  |
| Ma Zhi                                                   | degen (m)       | 37e       | 1ste ronde groep 14: 2de met 3 overwinningen kwartfinale 2: 3de met 2 overwinningen halve finale 7: 6de met 1 overwinning               |
| Lao Shaopei                                              | floret (m)      | 37e       | 1ste ronde groep 12: 2de met 4 overwinningen kwartfinale 8: 5de met 2 overwinningen halve finale 7: 5de met 0 overwinningen             |
| Liu Yunhong                                              | floret (m)      | 20e       | 1ste ronde groep 6: 3de met 3 overwinningen kwartfinale 3: 5de met 2 overwinningen halve finale 6: 3de met 2 overwinningen              |
| Zhang Zhicheng                                           | floret (m)      | 25e       | 1ste ronde groep 10: 2de met 4 overwinningen kwartfinale 2: 1ste met 4 overwinningen halve finale 8: 2de met 3 overwinningen            |
| Lao Shaopei Liu Yunhong Ye Chong Zhang Zhicheng          | floret team (m) | 8e        | 1ste ronde groep 1: 1ste met 2 overwinningen finale: 8ste                                                                               |
| Jia Guihua                                               | sabel (m)       | 27e       | 1ste ronde groep 3: 5de met 2 overwinningen kwartfinale 8: 5de met 2 overwinningen                                                      |
| Wang Zhiming                                             | sabel (m)       | 30e       | 1ste ronde groep 1: 4de met 3 overwinningen kwartfinale 2: 5de met 0 overwinningen                                                      |
| Zheng Zhaokang                                           | sabel (m)       | 24e       | 1ste ronde groep 2: 4de met 3 overwinningen kwartfinale 4: 4de met 1 overwinning halve finale 3: 6de met 0 overwinningen                |
| Jia Guihua Wang Ruiji Wang Zhiming Zheng Zhaokang        | sabel team (m)  | 10e       | 1ste ronde groep 2: 4de met 0 overwinningen                                                                                             |
|                                                          |                 |           | |
| Jujie Luan                                               | floret (v)      | 25e       | 1ste ronde groep 3: 3de met 2 overwinningen kwartfinale 6: 5de met 2 overwinningen                                                      |
| Sun Hongyun                                              | floret (v)      | 7e        | 1ste ronde groep 5: 2de met 3 overwinningen kwartfinale 1: 2de met 4 overwinningen halve finale 1: 1ste met 4 overwinningen finale: 7de |
| Zhu Qingyuang                                            | floret (v)      | 32e       | 1ste ronde groep 4: 3de met 2 overwinningen kwartfinale 4: 6de met 1 overwinning                                                        |
| Li Huahua Jujie Luan Sun Hongyun Xiao Aihua Zhu Qingyuan | floret team (v) | 5e        | 1ste ronde groep 4: 2de met 1 overwinning finale: 5de                                                                                   |

### Schietsport
| Olympiër       | Onderdeel                  | Resultaat | Prestatie                                                                                     |
| -------------- | -------------------------- | --------- | --------------------------------------------------------------------------------------------- |
| Xu Xiaoguang   | 10m luchtgeweer (m)        | 29e       | kwalificatie: 29ste met 583 punten (98-96-97-97-98-97)                                        |
| Zhang Yingzhou | 10m luchtgeweer (m)        | 14e       | kwalificatie: 14de met 588 punten (98-96-99-100-99-96)                                        |
| Xu Xiaoguang   | 50m geweer 3 houdingen (m) | 25e       | kwalificatie: 25ste met 1164 punten (397-378-389)                                             |
| Zhang Yingzhou | 50m geweer 3 houdingen (m) | 9e        | kwalificatie: 9de met 1172 punten (397-386-389)                                               |
| Jiang Rong     | 50m geweer liggend (m)     | 15e       | kwalificatie: 15de met 595 punten (100-99-100-98-99-99)                                       |
| Xu Xiaoguang   | 50m geweer liggend (m)     | 6e        | kwalificatie: 5de met 597 punten (100-100-99-99-99-100) finale: 6de met 700,6 punten          |
| Wang Yifu      | 50m pistool (m)            | 8e        | kwalificatie: 6de met 563 punten (94-96-93-90-93-97) finale: 8ste met 651 punten              |
| Xu Haifeng     | 50m pistool (m)            | 23e       | kwalificatie: 23ste met 554 punten (94-91-92-94-93-90)                                        |
| Li Zhongqi     | 25m snelvuurpistool (m)    | 16e       | kwalificatie: 16de met 589 punten (295-294)                                                   |
| Meng Gang      | 25m snelvuurpistool (m)    | 11e       | kwalificatie: 11de met 591 punten (297-294)                                                   |
| Wang Yifu      | 10m luchtpistool (m)       | 15e       | kwalificatie: 15de met 578 punten (97-98-98-96-95-94)                                         |
| Xu Haifeng     | 10m luchtpistool (m)       | Brons     | kwalificatie: 4de met 584 punten (98-97-98-97-98-96) finale: 3de met 684,5 punten             |
| Huang Shiping  | 50m bewegend doel (m)      | 15e       | kwalificatie: 3de met 589 punten (296-293)                                                    |
| Ji Gang        | 50m bewegend doel (m)      | Zilver    | kwalificatie: 10de met 586 punten (295-291) finale: 2de met 687 punten                        |
|                |                            |           |                                                                                               |
| Li Dan         | 10m luchtgeweer (v)        | 15e       | kwalificatie: 15de met 390 punten (99-96-98-97)                                               |
| Zhang Qiuping  | 10m luchtgeweer (v)        | 4e        | kwalificatie: 3de met 395 punten (98-99-100-98) finale: 4de met 494,7 punten                  |
| Zhang Qiuping  | 50m geweer 3 houdingen (v) | 13e       | kwalificatie: 13de met 579 punten (199-184-196)                                               |
| Zhou Danhong   | 50m geweer 3 houdingen (v) | 20e       | kwalificatie: 20ste met 576 punten (198-184-194)                                              |
| Qi Chunxia     | 25m pistool (v)            | 22e       | kwalificatie: 22ste met 579 punten (282-297)                                                  |
| Wen Zhifang    | 25m pistool (v)            | 9e        | kwalificatie: 9de met 583 punten (290-293)                                                    |
| Liu Haiying    | 10m luchtpistool (v)       | 6e        | kwalificatie: 7de met 380 punten (94-96-97-93) finale: 6de met 476,9 punten                   |
| Wen Zhifang    | 10m luchtpistool (v)       | 16e       | kwalificatie: 16de met 377 punten (96-93-94-94)                                               |
|                |                            |           |                                                                                               |
| Wu Lanying     | skeet                      | 13e       | kwalificatie: 20ste met 146 punten halve finale: 13de met 195 punten                          |
| Zhang Weigang  | skeet                      | 5e        | kwalificatie: 16de met 146 punten halve finale: 4de met 196 punten finale: 5de met 219 punten |
| Gao E          | trap                       | 40e       | kwalificatie: 40ste met 137 punten                                                            |
| Zhang Bing     | trap                       | 43e       | kwalificatie: 43ste met 135 punten                                                            |

### Schoonspringen
| Olympiër     | Onderdeel     | Resultaat | Prestatie                                                        |
| ------------ | ------------- | --------- | ---------------------------------------------------------------- |
| Li Deliang   | 3m plank (m)  | Brons     | voorronde: 4de met 607,77 punten finale: 3de met 665,28 punten   |
| Tan Liangde  | 3m plank (m)  | Zilver    | voorronde: 1ste met 682,65 punten finale: 2de met 704,88 punten  |
| Li Kongzheng | 10m toren (m) | 6e        | voorronde: 3de met 578,31 punten finale: 6de met 543,81 punten   |
| Xiong Ni     | 10m toren (m) | Zilver    | voorronde: 2de met 601,50 punten finale: 2de met 637,47 punten   |
|              |               |           |                                                                  |
| Gao Min      | 3m plank (v)  | Goud      | voorronde: 1ste met 539,67 punten finale: 1ste met 580,23 punten |
| Li Qing      | 3m plank (v)  | Zilver    | voorronde: 2de met 501,39 punten finale: 2de met 534,33 punten   |
| Chen Xiaodan | 10m toren(v)  | 5e        | voorronde: 1ste met 456,45 punten finale: 5de met 384,15 punten  |
| Xu Yanmei    | 10m toren(v)  | Goud      | voorronde: 3de met 426,27 punten finale: 1ste met 445,20 punten  |

### Synchroonzwemmen
| Olympiër       | Onderdeel | Resultaat | Prestatie                                                                                        |
| -------------- | --------- | --------- | ------------------------------------------------------------------------------------------------ |
| Luo Xi         | solo      | 33e       | figuren: 33ste met 81,883 punten                                                                 |
| Tan Min        | solo      | 28e       | figuren: 28ste met 83,600 punten                                                                 |
| Zhang Ying     | solo      | 11e       | kwalificatie: figuren: 34ste met 81,150 punten vrij: 8ste met 89,60 punten totaal: 170,75 punten |
| Tan Min Luo Xi | duet      | 9e        | kwalificatie: figuren: 11de met 82,742 punten vrij: 9de met 91,00 punten totaal: 173,742 punten  |

### Tafeltennis
| Olympiër                   | Onderdeel      | Resultaat | Prestatie |
| -------------------------- | -------------- | --------- | --- |
| Chen Longcan               | enkelspel (m)  | 6e        | groep C: 2de V van AUT Ding: 1-3 W van HKG Lo: 3-2 W van TPE Wu: 3-0 W van HUN Zsolt: 3-0 W van NGR Bankole: 3-1 W van IRQ Hussain: 3-0 W van MRI Choy: 3-0 2de ronde: W van YUG Lupulesku: 3-0 (21-13, 21-18, 21-11) kwartfinale: V van HUN Klampár: 2-3 (19-21, 21-7, 21-11, 19-21, 19-21) |
| Jiang Jialiang             | enkelspel (m)  | 5e        | groep A: 1ste W van BEL Saive: 3-0 W van HUN Klampár: 3-1 W van GBR Cooke: 3-0 W van FRA Gatien: 3-0 W van USA O'Neill: 3-0 W van BRA Issamu: 3-0 W van TUN Lofti: 3-0 2de ronde: W van GBR Douglas: 3-1 (21-18, 21-18, 22-24, 21-13) kwartfinale: V van SWE Lindh: 1-3 (16-21, 21-12, 13-21, 20-22)                                                                                                   |
| Xu Zengcai                 | enkelspel (m)  | 9e        | groep B: 2de V van SWE Waldner: 2-3 W van FRG Böhm: 3-0 W van FRA Birocheau: 3-0 W van TPE Chih: 3-0 W van INA Meringgi: 3-0 W van NZL Griffiths: 3-0 W van MRI Hosnani: 3-0 2de ronde: V van KOR Kim: 2-3 (21-17, 21-19, 10-21, 19-21, 7-21) |
| Chen Longcan Wei Qingguang | dubbelspel (m) | Goud      | groep A: 1ste W van SWE Lindh/Persson: 2-0 W van JPN Miyazaki/Ono: 2-0 W van GBR Cooke/Prean: 2-1 W van HUN Klampár/Kriston: 2-1 W van IND Ghorpade/Mehta: 2-0 W van HKG Man/Ming: 2-0 W van TUN Beltaief/Sta: 2-0 kwartfinale: W van POL Grubba/Kucharski: 2-1 (21-7, 12-21, 21-19) halve finale: W van KOR Yoo/Ahn: 2-0 (21-10, 21-14) finale: W van YUG Lupulesku/Primorac: 2-1 (20-22, 21-8, 21-9) |
| Jiang Jialiang Xu Zengca   | dubbelspel (m) | 5e        | groep C: 1ste W van CAN Pintea/Ng: 2-0 W van YUG Lupulesku/Primorac: 2-0 W van TPE Wu/Huang: 2-1 W van FRA Gatien/Birocheau: 2-1 W van NGR Musa/Omotara: 2-0 W van URS Mazounov/Rosenberg: 2-0 W van MRI Choy/Hosnanni: 2-0 kwartfinale: V van KOR Kim/Kim: 0-2 (18-21, 20-22) |
|                            |                |           | |
| Chen Jing                  | enkelspel (v)  | Goud      | groep C: 1ste W van AUS Bisiach: 3-0 W van URS Popova: 3-0 W van JPN Uchiyama: 3-0 W van USA Bhusan: 3-0 W van TUN Ben Aïssa: 3-0 2de ronde: W van BUL Guergueltcheva: 3-0 (21-15, 21-7, 22-20) kwartfinale: W van URS Abbate-Bulatova: 3-0 (21-4, 21-11, 21-2) halve finale: W van TCH Hrachova: 3-0 (21-15, 21-12, 21-12) finale: W van CHN Li: 3-2 (21-17, 21-16, 21-23, 15-21, 21-15)              |
| Jiao Zhimin                | enkelspel (v)  | Brons     | groep A: 1ste W van CAN Domonkos: 3-1 W van HUN Urbán: 3-1 W van URS Kovtun: 3-2 W van USA Gee: 3-0 W van DOM Alejo: 3-0 2de ronde: W van JPN Hoshino: 3-2 (15-21, 21-18, 21-8, 17-21, 21-11) kwartfinale: W van KOR Hong: 3-0 (21-9, 21-9, 21-11) halve finale: V van CHN Li: 0-3 (16-21, 17-21, 11-21) bronzen finale: W van TCH Hrachova: 3-0 (21-18, 21-19, 21-17)                                 |
| Li Huifen                  | enkelspel (v)  | Zilver    | groep D: 1ste W van AUS Tepper: 3-0 W van HKG Ka Sha: 3-0 W van JPN Ishida: 3-0 W van MAS Wai Cheng: 3-0 W van GHA Offel: 3-1 2de ronde: W van FRG Nemes: 3-1 (15-21, 21-18, 21-15, 21-10) kwartfinale: W van URS Popva: 3-0 (21-13, 21-12, 21-19) halve finale: W van CHN Zhimin: 3-0 (21-16, 21-17, 21-11) finale: V van CHN Jing: 2-3 (17-21, 16-21, 23-21, 21-15, 15-21)                           |
| Chen Jing Jiao Zhimin      | dubbelspel (v) | Zilver    | groep B: 1ste W van TCH Hrachova/Kasalova: 2-0 W van NED Kloppenburg/Vriesekoop: 2-0 W van JPN Hoshino/Ishia: 2-0 W van FRG Nemes/Nolten: 2-0 W van USA Bhushan/Gee: 2-1 W van MAS Cheng/Wan: 2-0 kwartfinale: W van HUN Bátorfi/Urban: 2-0 (21-10, 21-14) halve finale: W van YUG Fazlić/Perkučin: 2-1 (21-19, 14-21, 21-18) finale: V van KOR Hyun/Yang: 1-2 (19-21, 21-16, 10-21)                   |

### Tennis
| Olympiër            | Onderdeel      | Resultaat | Prestatie                                          |
| ------------------- | -------------- | --------- | -------------------------------------------------- |
| Liu Shuhua Ma Keqin | dubbelspel (m) | 17e       | 1ste ronde: V van TCH Mečíř/Šrejber: 5-7, 1-6, 4-6 |

### Voetbal
| Olympiër | Onderdeel | Resultaat | Prestatie                                                                             |
| --- | --------- | --------- | ------------------------------------------------------------------------------------- |
| Duan Ju Gao Sheng Guo Yijun Jia Xiuquan Li Hui Liu Haiguang Mai Chao Ma Lin Tang Yaodong Wang Baoshan Xie Yuxin Zhang Huikang Zhang Xiaowen Zhu Bo | mannen    | 13e       | groep A: 4de V van Bondsrepubliek Duitsland: 0-3 V van Zweden: 0-2 G van Tunesië: 0-0 |

| Groep A |                          |             |             |             |             |            |            |            |        |
| #       | Land                     | Wedstrijden | Wedstrijden | Wedstrijden | Wedstrijden | Doelpunten | Doelpunten | Doelpunten | Punten |
| #       | Land                     | G           | W           | G           | V           | V          | T          | Saldo      | Punten |
| 1       | Zweden                   | 3           | 2           | 1           | 0           | 6          | 3          | +3         | 5      |
| 2       | Bondsrepubliek Duitsland | 3           | 2           | 0           | 1           | 8          | 3          | +5         | 4      |
| 3       | Tunesië                  | 3           | 0           | 2           | 1           | 3          | 6          | -3         | 2      |
| 4       | China                    | 3           | 0           | 1           | 2           | 0          | 5          | -5         | 2      |

| Ronde        | Datum | Plaats | Land | Score                    | Land |
| ------------ | ----- | ------ | ---- | ------------------------ | ---- |
| Groepsfase   |       |        |      |                          |      |
| 17 september | Busan | China  | 0-3  | Bondsrepubliek Duitsland |      |
| 19 september | Daegu | China  | 0-2  | Zweden                   |      |
| 21 september | Busan | China  | 0-0  | Tunesië                  |      |

### Volleybal
| Olympiër | Onderdeel | Resultaat | Prestatie |
| --- | --------- | --------- | --- |
| Li Guojun Zhao Hong Hou Yuzhu Wang Yajun Yang Xilan Su Huijuan Jiang Ying Cui Yongmei Yang Xiaojun Zheng Meizhu Wu Dan Li Yueming | zaal (v)  | Brons     | groep B: 2de W van Verenigde Staten: 3-0 (15-9, 15-5, 15-7) V van Peru: 2-3 (15-13, 13-15, 15-7, 12-15, 14-16) W van Brazilië: 3-1 (2-15, 15-7, 15-12, 15-11) halve finale: V van Sovjet-Unie: 0-3 (0-15, 9-15, 2-15) bronzen finale: W van Japan: 3-0 (15-13, 15-6, 15-6) |

| Groep B |                  |             |             |             |             |             |             |        |        |        |        |
| #       | Land             | Wedstrijden | Wedstrijden | Wedstrijden | Wedstrijden | Wedstrijden | Wedstrijden | Punten | Punten | Punten | Punten |
| #       | Land             | G           | W           | V           | SW          | SV          | SR          | SPW    | SPL    | Saldo  | Punten |
| 1       | Puerto Rico      | 3           | 3           | 0           | 9           | 4           | +5          | 177    | 142    | +35    | 6      |
| 2       | China            | 3           | 2           | 1           | 8           | 4           | +4          | 161    | 132    | +29    | 5      |
| 3       | Verenigde Staten | 3           | 1           | 2           | 5           | 8           | -3          | 140    | 167    | -27    | 4      |
| 4       | Brazilië         | 3           | 0           | 3           | 3           | 9           | -4          | 126    | 163    | -37    | 3      |

| Ronde          | Datum | Plaats      | Land | Score            | Land |
| -------------- | ----- | ----------- | ---- | ---------------- | ---- |
| Groepsfase     |       |             |      |                  |      |
| 20 september   | Seoel | China       | 3-0  | Verenigde Staten |      |
| 23 september   | Seoel | China       | 2-3  | Peru             |      |
| 25 september   | Seoel | China       | 3-1  | Brazilië         |      |
| Halve finale   |       |             |      |                  |      |
| 27 september   | Seoel | Sovjet-Unie | 3-0  | China            |      |
| Bronzen finale |       |             |      |                  |      |
| 29 september   | Seoel | China       | 3-0  | Japan            |      |

### Waterpolo
| Olympiër | Onderdeel | Resultaat | Prestatie |
| --- | --------- | --------- | --- |
| Ni Shiwei Wang Minhui Yang Yong Yu Xiang Huang Long Huang Qijiang Cui Shiping Zhao Bilong Li Jianxiong Cai Shengliu Wen Fan Ge Jianqing Zheng Qing | mannen    | 11e       | groep B: 6de V van Spanje: 6-13 V van Griekenland: 7-10 V van Verenigde Staten: 7-14 V van Hongarije: 4-17 V van Joegoslavië: 7-17 9-11de plek: 3de V van Frankrijk: 4-11 W van Zuid-Korea: 14-7 |

| Groep B |                  |             |             |             |             |        |        |        |        |
| #       | Land             | Wedstrijden | Wedstrijden | Wedstrijden | Wedstrijden | Punten | Punten | Punten | Punten |
| #       | Land             | G           | W           | G           | V           | V      | T      | Saldo  | Punten |
| 1       | Verenigde Staten | 5           | 4           | 0           | 1           | 56     | 40     | +16    | 8      |
| 2       | Joegoslavië      | 5           | 4           | 0           | 1           | 60     | 38     | +22    | 8      |
| 3       | Spanje           | 5           | 3           | 1           | 1           | 48     | 38     | +10    | 7      |
| 4       | Hongarije        | 5           | 2           | 1           | 2           | 50     | 43     | +7     | 5      |
| 5       | Griekenland      | 5           | 1           | 0           | 4           | 45     | 66     | -21    | 2      |
| 6       | China            | 5           | 0           | 0           | 5           | 34     | 68     | -34    | 0      |

| Ronde        | Datum | Plaats           | Land | Score  | Land |
| ------------ | ----- | ---------------- | ---- | ------ | ---- |
| Groepsfase   |       |                  |      |        |      |
| 21 september | Seoel | China            | 6-13 | Spanje |      |
| 22 september | Seoel | Griekenland      | 10-7 | China  |      |
| 23 september | Seoel | Verenigde Staten | 14-7 | China  |      |
| 26 september | Seoel | Hongarije        | 14-7 | China  |      |
| 27 september | Seoel | Joegoslavië      | 17-7 | China  |      |

| Groep 9-12de plaats |             |             |             |             |             |        |        |        |        |
| #                   | Land        | Wedstrijden | Wedstrijden | Wedstrijden | Wedstrijden | Punten | Punten | Punten | Punten |
| #                   | Land        | G           | W           | G           | V           | V      | T      | Saldo  | Punten |
| 1                   | Griekenland | 3           | 3           | 0           | 0           | 37     | 21     | +16    | 6      |
| 2                   | Frankrijk   | 3           | 2           | 0           | 1           | 34     | 19     | +15    | 4      |
| 3                   | China       | 3           | 1           | 0           | 2           | 25     | 28     | -3     | 2      |
| 4                   | Zuid-Korea  | 3           | 0           | 0           | 3           | 19     | 47     | -28    | 0      |

| Ronde        | Datum | Plaats     | Land | Score | Land |
| ------------ | ----- | ---------- | ---- | ----- | ---- |
| Groepsfase   |       |            |      |       |      |
| 30 september | Seoel | Frankrijk  | 11-4 | China |      |
| 1 oktober    | Seoel | Zuid-Korea | 7-14 | China |      |

### Wielersport
| Olympiër                                      | Onderdeel          | Resultaat | Prestatie |
| Baan                                          | Baan               | Baan      | Baan |
| --------------------------------------------- | ------------------ | --------- | --- |
| Zhou Suying                                   | sprint (m)         | 6e        | kwalificatie: 11de in 12,477 2de ronde: 2de 2de ronde herkansingen: W van ITA Fanton: 12,65 kwartfinale 4: V van USA Paraskevin-Young: 0-2 5-8ste plek: 2de |
| Weg                                           |                    |           | |
| Hong Liu                                      | wegwedstrijd (m)   | 53e       | 4:32.56 |
| Tang Xuezhong                                 | wegwedstrijd (m)   | 44e       | 4:32.56 |
| Yingquan Cai                                  | wegwedstrijd (m)   | DNF       | niet gefinisht |
| Guo Longchen Hong Liu Tang Xuezhong Wu Weipei | ploegentijdrit (m) | 17e       | 2:06.22,5 |
|                                               |                    |           | |
| Chen Weixiu                                   | wegwedstrijd (v)   | 47e       | 2:01.50 |
| Lu Suyan                                      | wegwedstrijd (v)   | 24e       | 2:00.52 |
| Yan Yinhua                                    | wegwedstrijd (v)   | 33e       | 2:00.52 |

### Worstelen
| Olympiër       | Onderdeel   | Resultaat   | Prestatie |
| Vrije stijl    | Vrije stijl | Vrije stijl | Vrije stijl |
| -------------- | ----------- | ----------- | --- |
| Liang Dejin    | -48kg (m)   | 17e         | groep A: 9de V van IND Kumar: 1-3 V van FRG Heugabel: 0-4 |
| Xu Jihua       | -52kg (m)   | 21e         | groep B: 11de V van KOR Kim: 1-3 V van JPN Sato: 0-4 |
| Chen Yongliang | -57kg (m)   | 17e         | groep B: 9de V van BUL Ivanov: 0-4 W van NZL Hollamby: 3-1 V van IRI Mohammadian: 0-4                                                                           |
| Li Xianji      | -62kg (m)   | 15e         | groep B: 11de V van CAN Bohay: 1-3 V van TUR Kaygusuz: 1-3 |
| Haobi Sihalatu | -68kg (m)   | 19e         | groep B: 10de V van GRE Athanassiadis: 0-4 V van BUL Yassenov: 1-3                                                                                              |
| Grieks-Romeins |             |             | |
| Yang Zhizhong  | -48kg (m)   | 7e          | groep A: 4de V van BUL Tsenov: 0-3,5 W van IRI Simkhah: 4-0 V van FRG Scherer: 1-3 7-8ste plek: W van KOR Goun: 4-0                                             |
| Hu Richa       | -52kg (m)   | 9e          | groep B: 5de W van KEN Elimu: 4-0 W van USA Shledon: 2-0 V van POL Kierpacz: 1-3 V van KOR Lee: 0-3                                                             |
| Yang Changling | -57kg (m)   | 4e          | groep B: 2de W van POL Wolny: 3-1 V van HUN Sike: 0-4 W van JPN Nakadome: 3-1 W van FRG Yildiz: 3-1 W van IRQ Salah: 3-1 bronzen finale: V van GRE Holidis: 1-3 |
| Hu Guohong     | -62kg (m)   | 15e         | groep A: 8ste V van USA Anderson: 0-3 V van FRA Jalabert: 1-3                                                                                                   |
| Zhao Jianqiang | -68kg (m)   | 25e         | groep A: 13de V van IRI Ghadimi: 1-3 V van FRG Passarelli: 1-3                                                                                                  |
| Wei Qingkun    | -74kg (m)   | 13e         | groep A: 13de V van JPN Ito: 1-3 V van BUL Velichkov: 0-3 |

### Zeilen
| Olympiër               | Onderdeel      | Resultaat | Prestatie                                    |
| ---------------------- | -------------- | --------- | -------------------------------------------- |
| Shanfeng Yang Bo Lin   | divisie II (m) | 22e       | 141,6 punten: (21-13-13-YMP-opgave-15-26)    |
| Shanfeng Yang Bo Lin   | 470 (m)        | 25e       | 170 punten: (20-22-21-24-PMS-24-23)          |
|                        |                |           |                                              |
| Ruili Chen Xiumei Chen | 470 (v)        | 20e       | 154 punten: (17-DSQ-20-DNF-opgave-15-opgave) |

### Zwemmen
| Olympiër                                           | Onderdeel             | Resultaat | Prestatie                                           |
| -------------------------------------------------- | --------------------- | --------- | --------------------------------------------------- |
| Feng Qiangbiao                                     | 50m vrije slag (m)    | 18e       | serie 6: 1ste in 23,47                              |
| Shen Jianqiang                                     | 50m vrije slag (m)    | 12e       | serie 9: 6de in 23,41 finale B: 4de in 23,40        |
| Feng Qiangbiao                                     | 100m vrije slag (m)   | 38e       | serie 6: 6de in 52,45                               |
| Shen Jianqiang                                     | 100m vrije slag (m)   | 27e       | serie 10: 8ste in 51,40                             |
| Xie Jun                                            | 200m vrije slag (m)   | 39e       | serie 4: 7de in 1.55,04                             |
| Wang Dali                                          | 1500m vrije slag (m)  | 24e       | serie 5: 8ste in 15.45,96                           |
| Huang Guoxiong                                     | 100m rugslag (m)      | 35e       | serie 4: 7de in 59,36                               |
| Lin Laijiu                                         | 100m rugslag (m)      | 18e       | serie 6: 6de in 57,74                               |
| Lin Laijiu                                         | 200m rugslag (m)      | 30e       | serie 3: 6de in 2.08,28                             |
| Chen Jianhong                                      | 100m schoolslag (m)   | 16e       | serie 6: 5de in 1.04,09 finale B: 8ste in 1.04,72   |
| Jin Fu                                             | 100m schoolslag (m)   | 30e       | serie 5: 5de in 1.05,02                             |
| Chen Jianhong                                      | 200m schoolslag (m)   | 35e       | serie 3: 5de in 2.24,45                             |
| Jin Fu                                             | 200m schoolslag (m)   | 38e       | serie 4: 8ste in 2.26,05                            |
| Shen Jianqiang                                     | 100m vlinderslag (m)  | 9e        | serie 5: 7de in 54,86 finale B: 1ste in 54,52       |
| Zheng Jian                                         | 100m vlinderslag (m)  | 15e       | serie 5: 5de in 54,69 finale B: 7de in 55,00        |
| Zhan Jiang                                         | 200m vlinderslag (m)  | 30e       | serie 3: 7de in 2.05,22                             |
| Xie Jun                                            | 200m wisselslag (m)   | 31e       | serie 5: 7de in 2.10,52                             |
| Shen Jianqiang Li Tao Xie Jun Feng Qiangbiao       | 4x100m vrije slag (m) | DSQ       | serie 2: gediskwalificeerd                          |
| Lin Laijiu Chen Jianhong Zheng Jian Shen Jianqiang | 4x100m wisselslag (m) | 19e       | serie 2: 6de in 3.54,18                             |
|                                                    |                       |           |                                                     |
| Xia Fujie                                          | 50m vrije slag (v)    | 22e       | serie 6: 7de in 26,66                               |
| Yang Wenyi                                         | 50m vrije slag (v)    | Zilver    | serie 7: 1ste in 25,67 (OR) finale: 2de in 25,64    |
| Lou Yaping                                         | 100m vrije slag (v)   | 23e       | serie 6: 6de in 57,79                               |
| Zhuang Yong                                        | 100m vrije slag (v)   | Zilver    | serie 6: 1ste in 55,84 finale: 2de in 55,47         |
| Qian Hong                                          | 200m vrije slag (v)   | 40e       | serie 2: 7de in 2.12,44                             |
| Zhuang Yong                                        | 200m vrije slag (v)   | 16e       | serie 5: 6de in 2.02,40 finale B: 8ste in 2.14,23   |
| Yan Ming                                           | 400m vrije slag (v)   | 21e       | serie 3: 8ste in 4.18,58                            |
| Yan Ming                                           | 800m vrije slag (v)   | 26e       | serie 4: 8ste in 9.00,81                            |
| Wang Bolin                                         | 100m rugslag (v)      | 23e       | serie 3: 1ste in 1.05,15                            |
| Lin Li                                             | 200m rugslag (v)      | 11e       | serie 2: 1ste in 2.18,11 finale B: 3de in 2.16,68   |
| Wang Bolin                                         | 200m rugslag (v)      | 23e       | serie 4: 8ste in 2.21,70                            |
| Chen Huiling                                       | 100m schoolslag (v)   | 27e       | serie 4: 7de in 1.13,65                             |
| Huang Xiaomin                                      | 100m schoolslag (v)   | 7e        | serie 8: 3de in 1.10,78 finale: 7de in 1.10,53      |
| Chen Huiling                                       | 200m schoolslag (v)   | 27e       | serie 3: 8ste in 2.45,87                            |
| Huang Xiaomin                                      | 200m schoolslag (v)   | Zilver    | serie 5: 3de in 2.30,03 finale: 2de in 2.27,49      |
| Qian Hong                                          | 100m vlinderslag (v)  | Brons     | serie 4: 2de in 1.00,66 finale: 3de in 59,52        |
| Wang Xiaohong                                      | 100m vlinderslag (v)  | 8e        | serie 4: 3de in 1.01,18 finale: 8ste in 1.01,15     |
| Mo Wanlan                                          | 100m vlinderslag (v)  | 22e       | serie 2: 7de in 2.19,56                             |
| Wang Xiaohong                                      | 100m vlinderslag (v)  | 7e        | serie 3: 3de in 2.13,05 finale: 7de in 2.12,34      |
| Lin Li                                             | 200m wisselslag (v)   | 7e        | serie 4: 3de in 2.14,09 finale: 7de in 2.17,42      |
| Lin Li                                             | 400m wisselslag (v)   | 7e        | serie 3: 5de in 4.48,89 finale: 7de in 4.47,05      |
| Yan Ming                                           | 400m wisselslag (v)   | 16e       | serie 2: 2de in 4.49,04 finale B: 8ste in 4.55,92   |
| Xia Fujie Lou Yaping Yang Wenyi Zhuang Yong        | 4x100m vrije slag (v) | DSQ       | serie 2: 3de in 3.46,36 finale: 4de in 3.44,69 (NR) |
| Yang Wenyi Huang Xiaomin Qian Hong Zhuang Yong     | 4x100m wisselslag (v) | DSQ       | serie 1: gediskwalificeerd                          |

Afghanistan · Algerije · Amerikaanse Maagdeneilanden · Amerikaans-Samoa · Andorra · Angola · Antigua en Barbuda · Argentinië · Aruba · Australië · Bahama’s · Bahrein · Bangladesh · Barbados · België · Belize · Benin · Bermuda · Bhutan · Birma · Bolivia · Bondsrepubliek Duitsland · Botswana · Brazilië · Britse Maagdeneilanden · Brunei · Bulgarije · Burkina Faso · Canada · Centraal-Afrikaanse Republiek · Chili · China · Chinees Taipei · Colombia · Congo-Brazzaville · Cookeilanden · Costa Rica · Cyprus · Denemarken · Djibouti · Dominicaanse Republiek · Duitse Democratische Republiek · Ecuador · Egypte · El Salvador · Equatoriaal-Guinea · Fiji · Filipijnen · Finland · Frankrijk · Gabon · Gambia · Ghana · Grenada · Griekenland · Groot-Brittannië · Guam · Guatemala · Guinee · Guyana · Haïti · Honduras · Hongarije · Hongkong · Ierland · IJsland · India · Indonesië · Irak · Iran · Israël · Italië · Ivoorkust · Jamaica · Japan · Joegoslavië · Jordanië · Kaaimaneilanden · Kameroen · Kenia · Koeweit · Laos · Lesotho · Libanon · Liberia · Libië · Liechtenstein · Luxemburg · Malawi · Malediven · Maleisië · Mali · Malta · Marokko · Mauritanië · Mauritius · Mexico · Monaco · Mongolië · Mozambique · Nederland · Nederlandse Antillen · Nepal · Nieuw-Zeeland · Niger · Nigeria · Noord-Jemen · Noorwegen · Oeganda · Oman · Oostenrijk · Pakistan · Panama · Papoea-Nieuw-Guinea · Paraguay · Peru · Polen · Portugal · Puerto Rico · Qatar · Roemenië · Rwanda · Saint Vincent en de Grenadines · Salomonseilanden · Samoa · San Marino · Saoedi-Arabië · Senegal · Sierra Leone · Singapore · Soedan · Somalië · Sovjet-Unie · Spanje · Sri Lanka · Suriname · Swaziland · Syrië · Tanzania · Thailand · Togo · Tonga · Trinidad en Tobago · Tsjaad · Tsjecho-Slowakije · Tunesië · Turkije · Uruguay · Vanuatu · Venezuela · Verenigde Arabische Emiraten · Verenigde Staten · Vietnam · Zaïre · Zambia · Zimbabwe · Zuid-Jemen · Zuid-Korea · Zweden · Zwitserland